# Cheverny
Cet article possède un paronyme, voir Giverny.
Ne doit pas être confondu avec Cour-Cheverny.
Cheverny est une commune française située dans le département de Loir-et-Cher, en région Centre-Val de Loire.
Localisée au centre du département, la commune fait partie de la petite région agricole « la Sologne viticole », vaste étendue de bois, et de prés.
L'occupation des sols est marquée par l'importance des espaces agricoles et naturels qui occupent la quasi-totalité du territoire communal. Plusieurs espaces naturels d'intérêt sont présents dans la commune : un site natura 2000 et trois zones naturelles d'intérêt écologique, faunistique et floristique (ZNIEFF).  En 2010, l'orientation technico-économique de l'agriculture dans la commune est la culture des céréales et des oléoprotéagineux. À l'instar du département qui a vu disparaître le quart de ses exploitations en dix ans, le nombre d'exploitations agricoles a fortement diminué, passant de 80 en 1988, à 23 en 2000, puis à 21 en 2010.
Le patrimoine architectural de la commune comprend trois bâtiments portés à l'inventaire des monuments historiques : le château de Cheverny, inscrit en 1926 puis en 2008, le château de Troussay, inscrit en 2000, et l'église Saint-Étienne de Cheverny, inscrite en 1954.

## Géographie

### Localisation et communes limitrophes
La commune de Cheverny se trouve au centre du département de Loir-et-Cher, dans la petite région agricole de la Sologne viticole,. À vol d'oiseau, elle se situe à 14,1 km  de Blois, préfecture du département et à 11 km de Vineuil, chef-lieu du canton de Vineuil dont dépend la commune depuis 2015. La commune fait en outre partie du bassin de vie de Le Controis-en-Sologne.
Les communes les plus proches sont : 
Cour-Cheverny (1,2 km), Cormeray (4,1 km), Tour-en-Sologne (5,3 km), Chitenay (6,6 km), Cellettes (6,6 km), Fontaines-en-Sologne (6,8 km), Mont-près-Chambord (7 km), Fresnes (8 km) et Bracieux (8,2 km).
- La ville et le château de Cheverny sont situés à une dizaine de kilomètres au sud de Blois et à quinze kilomètres du château de Chambord.

Cheverny est un petit village français, situé dans le département de Loir-et-Cher et la région du Centre.
La commune s'étend sur 33 km2 et compte 976 habitants (les Chevernois) depuis le dernier recensement de la population. La densité de population est de 29,6 habitants par km2 sur la commune.
Entouré par les communes de Cour-Cheverny, Cormeray et Tour-en-Sologne, Cheverny est situé à 14 km au sud-est de Blois la plus grande ville à proximité.
Située à 90 mètres d'altitude, la rivière Le Courpin est le principal cours d'eau qui traverse le village de Cheverny.

### Hydrographie
La commune est drainée par des petits cours d'eau, constituant un réseau hydrographique de 24,25 km de longueur totale.

### Climat
Pour des articles plus généraux, voir Climat du Centre-Val de Loire et Climat de Loir-et-Cher.
En 2010, le climat de la commune est de type climat océanique dégradé des plaines du Centre et du Nord, selon une étude du CNRS s'appuyant sur une série de données couvrant la période 1971-2000. En 2020, Météo-France publie une typologie des climats de la France métropolitaine dans laquelle la commune est exposée à un climat océanique altéré et est dans la région climatique Moyenne vallée de la Loire, caractérisée par une bonne insolation (1 850 h/an) et un été peu pluvieux.
Pour la période 1971-2000, la température annuelle moyenne est de 11,2 °C, avec une amplitude thermique annuelle de 15,1 °C. Le cumul annuel moyen de précipitations est de 664 mm, avec 10,5 jours de précipitations en janvier et 6,9 jours en juillet. Pour la période 1991-2020, la température moyenne annuelle observée sur la station météorologique installée sur la commune est de 11,8 °C et le cumul annuel moyen de précipitations est de 675,8 mm,. Pour l'avenir, les paramètres climatiques de la commune estimés pour 2050 selon différents scénarios d'émission de gaz à effet de serre sont consultables sur un site dédié publié par Météo-France en novembre 2022.
| Mois                                  | jan.           | fév.           | mars          | avril         | mai           | juin          | jui.          | août         | sep.          | oct.          | nov.          | déc.           | année     |
| ------------------------------------- | -------------- | -------------- | ------------- | ------------- | ------------- | ------------- | ------------- | ------------ | ------------- | ------------- | ------------- | -------------- | --------- |
| Température minimale moyenne (°C)     | 1,6            | 1,1            | 3             | 4,8           | 8,5           | 11,8          | 13,4          | 12,8         | 9,6           | 7,6           | 4,1           | 2              | 6,7       |
| Température moyenne (°C)              | 4,8            | 5,2            | 8,2           | 10,7          | 14,4          | 17,8          | 19,8          | 19,5         | 15,9          | 12,4          | 7,9           | 5,2            | 11,8      |
| Température maximale moyenne (°C)     | 8              | 9,2            | 13,4          | 16,6          | 20,2          | 23,8          | 26,2          | 26,2         | 22,2          | 17,3          | 11,6          | 8,4            | 16,9      |
| Record de froid (°C) date du record   | −19 17.01.1987 | −17,5 07.02.12 | −12 01.03.05  | −6 09.04.1977 | −2 05.05.1979 | 2 01.06.06    | 4,5 22.07.08  | 2,5 26.08.18 | −1 21.09.12   | −4 31.10.12   | −11 30.11.10  | −16 31.12.1985 | −19 1987  |
| Record de chaleur (°C) date du record | 18 13.01.1998  | 23 27.02.19    | 26 24.03.1996 | 29,5 21.04.18 | 33 28.05.17   | 39,4 18.06.22 | 41,1 25.07.19 | 40 10.08.03  | 35,7 09.09.23 | 31,5 02.10.23 | 23,5 08.11.15 | 19 16.12.1989  | 41,1 2019 |
| Précipitations (mm)                   | 58,1           | 49,3           | 47,6          | 49,5          | 63,3          | 51,5          | 52,6          | 45,8         | 49,7          | 69,7          | 67,9          | 70,8           | 675,8     |

### Milieux naturels et biodiversité

#### Sites Natura 2000
Le réseau Natura 2000 est un réseau écologique européen de sites naturels d'intérêt écologique élaboré à partir des Directives « Habitats » et « Oiseaux ». Ce réseau est constitué de Zones spéciales de conservation (ZSC) et de Zones de protection spéciale (ZPS). Dans les zones de ce réseau, les États membres s'engagent à maintenir dans un état de conservation favorable les types d'habitats et d'espèces concernés, par le biais de mesures réglementaires, administratives ou contractuelles. L'objectif est de promouvoir une gestion adaptée des habitats tout en tenant compte des exigences économiques, sociales et culturelles, ainsi que des particularités régionales et locales de chaque État membre. Les activités humaines ne sont pas interdites, dès lors que celles-ci ne remettent pas en cause significativement l'état de conservation favorable des habitats et des espèces concernés. Une partie du territoire communal est incluse dans le site Natura 2000 : 
la « Sologne », d'une superficie de 346 184 ha.

#### Zones naturelles d'intérêt écologique, faunistique et floristique
L'inventaire des zones naturelles d'intérêt écologique, faunistique et floristique (ZNIEFF) a pour objectif de réaliser une couverture des zones les plus intéressantes sur le plan écologique, essentiellement dans la perspective d'améliorer la connaissance du patrimoine naturel national et de fournir aux différents décideurs un outil d'aide à la prise en compte de l'environnement dans l'aménagement du territoire. Le territoire communal de Cheverny comprend trois ZNIEFF : 
- la « Forêt de Cheverny » (1 112,96 ha)[18] ;
- les « Mares de la Maltière » (0,5 ha)[19] ;
- les « Mares de l'Étang Poussin » (0,3 ha)[20].

## Urbanisme

### Typologie
Au 1er janvier 2024, Cheverny est catégorisée commune rurale à habitat dispersé, selon la nouvelle grille communale de densité à sept niveaux définie par l'Insee en 2022.
Elle est située hors unité urbaine. Par ailleurs la commune fait partie de l'aire d'attraction de Blois, dont elle est une commune de la couronne,. Cette aire, qui regroupe 78 communes, est catégorisée dans les aires de 50 000 à moins de 200 000 habitants,.

### Occupation des sols
L'occupation des sols est marquée par l'importance des espaces agricoles et naturels (96,8 %). La répartition détaillée ressortant de la base de données européenne d'occupation biophysique des sols Corine Land Cover millésimée 2012 est la suivante : 
terres arables (11,6 %), 
cultures permanentes (0,6 %), 
zones agricoles hétérogènes (15,4 %), 
prairies (3,5 %), 
forêts (65,2 %), 
milieux à végétation arbustive ou herbacée (0,7 %), 
zones urbanisées (1 %), 
espaces verts artificialisés non agricoles (0,5 %), 
zones industrielles et commerciales et réseaux de communication (1,7 %), 
eaux continentales (0,5 %).
Le territoire est caractérisé par un paysage de Sologne alternant milieux ouverts (agricoles) et milieux fermés (forêts). À l'échelle de l'unité géographique « Chailles / Les Montils Cheverny / Cour-Cheverny », qui regroupe douze communes, dont Chailles, la consommation d'espaces agricoles et naturels pour répondre aux besoins de développement a été soutenue : 78 % des aménagements (logements, équipements, entreprises) ont été réalisés sur de nouveaux terrains, soit 205 hectares entre 2002 et 2015.

### Planification
La loi SRU du 13 décembre 2000 a incité fortement les communes à se regrouper au sein d'un établissement public, pour déterminer les partis d'aménagement de l'espace au sein d'un SCoT, un document essentiel d'orientation stratégique des politiques publiques à une grande échelle. La commune est dans le territoire du  SCOT du Blésois, approuvé en 2006 et révisé en juillet 2016.
En matière de planification, la commune disposait en 2017 d'un plan d'occupation des sols approuvé, un plan local d'urbanisme était en révision. Par ailleurs, à la suite de la loi ALUR (loi pour l'accès au logement et un urbanisme rénové) de mars 2014, un plan local d'urbanisme intercommunal couvrant le territoire de la Communauté d'agglomération de Blois « Agglopolys » a été prescrit le 3 décembre 2015.

### Habitat et logement
Le tableau ci-dessous présente la typologie des logements à Cheverny en 2016 en comparaison avec celle du Loir-et-Cher et de la France entière. Une caractéristique marquante du parc de logements est ainsi la faible proportion des résidences secondaires et logements occasionnels (8,6 %) par rapport au département (18 %) et à la France entière (9,6 %). Concernant le statut d'occupation de ces logements, 84,9 % des habitants de la commune sont propriétaires de leur logement (81,1 % en 2011), contre 68,1 % pour le Loir-et-Cher et 57,6 pour la France entière.
|                                                         | Cheverny | Loir-et-Cher | France entière |
| ------------------------------------------------------- | -------- | ------------ | -------------- |
| Résidences principales (en %)                           | 83,1     | 74,5         | 82,3           |
| Résidences secondaires et logements occasionnels (en %) | 8,6      | 18           | 9,6            |
| Logements vacants (en %)                                | 8,3      | 7,5          | 8,1            |

### Risques majeurs
Le territoire communal de Cheverny est vulnérable à différents aléas naturels : climatiques (hiver exceptionnel ou canicule), feux de forêts, mouvements de terrains ou sismique (sismicité très faible). Il est également exposé à un risque technologique :  le transport de matières dangereuses,.

#### Risques naturels
Les mouvements de terrains susceptibles de se produire dans la commune sont liés au retrait-gonflement des argiles. Le phénomène de retrait-gonflement des argiles est la conséquence d'un changement d'humidité des sols argileux. Les argiles sont capables de fixer l'eau disponible mais aussi de la perdre en se rétractant en cas de sécheresse. Ce phénomène peut provoquer des dégâts très importants sur les constructions (fissures, déformations des ouvertures) pouvant rendre inhabitables certains locaux. La carte de zonage de cet aléa peut être consultée sur le site de l'observatoire national des risques naturels Georisques.

#### Risques technologiques
Le risque de transport de marchandises dangereuses dans la commune est lié à sa traversée par une route à fort trafic et une canalisation de transport de gaz. Un accident se produisant sur de telles infrastructures est en effet susceptible d'avoir des effets graves au bâti ou aux personnes jusqu'à 350 m, selon la nature du matériau transporté. Des dispositions d'urbanisme peuvent être préconisées en conséquence.

## Histoire
Une présence humaine ancienne est attestée sur le territoire par l'existence d'un cimetière gallo-romain au sud du hameau de Villavrain et de plusieurs mottes de défense établies au centre et au sud de la commune. L'église du bourg est construite au XIe siècle.
La commune prend son essor durant la Renaissance, sous Henri IV, avec la construction du château de Cheverny par Henri Hurault. Le château est presque entièrement rasé dans les années 1630 et un château plus contemporain sera reconstruit en 4 ans, avec l'appui d'artistes régionaux.
Différents lieux-dits sont identifiés au plan du cadastre napoléonien : Bombardières (les), Clottomard (le), Grandes Dominières (les), Levraudière (la), Loucheron, Noue (la), Petites Dominières (les), Petites Grilles (les), Pierres Légères (les), Saules (les), Sonnemot (le), Vaserie (la).

## Politique et administration

### Découpage territorial
La commune de Cheverny est membre de la Communauté d'agglomération de Blois « Agglopolys », un établissement public de coopération intercommunale (EPCI) à fiscalité propre créé le 1er janvier 2012.
Elle est rattachée sur le plan administratif à l'arrondissement de Blois, au département de Loir-et-Cher et à la région Centre-Val de Loire, en tant que circonscriptions administratives. Sur le plan électoral, elle est rattachée au canton de Vineuil depuis 2015 pour l'élection des conseillers départementaux et à la première circonscription de Loir-et-Cher pour les élections législatives.

### Politique et administration municipale

#### Conseil municipal et maire
Le conseil municipal de Cheverny, commune de moins de 1 000 habitants, est élu au scrutin majoritaire plurinominal avec listes ouvertes et panachage. Compte tenu de la population communale, le nombre de sièges au conseil municipal est de 15. Le maire, à la fois agent de l'État et exécutif de la commune en tant que collectivité territoriale, est élu par le conseil municipal au scrutin secret lors de la première réunion du conseil suivant les élections municipales, pour un mandat de six ans, c'est-à-dire pour la durée du mandat du conseil.
| Période                                  | Période   | Identité          | Étiquette | Qualité                                                     |
| ---------------------------------------- | --------- | ----------------- | --------- | ----------------------------------------------------------- |
| 1977                                     | mars 2014 | Bernard Sinet     |           |                                                             |
| mars 2014                                | En cours  | Lionella Gallard, | DVG       | Profession libérale, conseillère départementale depuis 2015 |
| Les données manquantes sont à compléter. |           |                   |           |                                                             |

### Politique environnementale
Dans son palmarès 2016, le Conseil National des Villes et Villages Fleuris de France a attribué deux fleurs à la commune au Concours des villes et villages fleuris.

## Population et société

### Démographie

#### Évolution démographique
L'évolution du nombre d'habitants est connue à travers les recensements de la population effectués dans la commune depuis 1793. Pour les communes de moins de 10 000 habitants, une enquête de recensement portant sur toute la population est réalisée tous les cinq ans, les populations de référence des années intermédiaires étant quant à elles estimées par interpolation ou extrapolation. Pour la commune, le premier recensement exhaustif entrant dans le cadre du nouveau dispositif a été réalisé en 2008.

En 2022, la commune comptait 908 habitants, en évolution de −7,72 % par rapport à 2016 (Loir-et-Cher : −1,15 %, France hors Mayotte : +2,11 %).
| 1793 | 1800 | 1806  | 1821  | 1831  | 1836  | 1841  | 1846  | 1851  |
| ---- | ---- | ----- | ----- | ----- | ----- | ----- | ----- | ----- |
| 981  | 937  | 1 050 | 1 046 | 1 021 | 1 116 | 1 033 | 1 131 | 1 160 |

| 1856  | 1861  | 1866  | 1872  | 1876  | 1881  | 1886  | 1891  | 1896  |
| ----- | ----- | ----- | ----- | ----- | ----- | ----- | ----- | ----- |
| 1 206 | 1 221 | 1 275 | 1 309 | 1 258 | 1 220 | 1 169 | 1 179 | 1 170 |

| 1901  | 1906  | 1911  | 1921 | 1926 | 1931 | 1936 | 1946 | 1954 |
| ----- | ----- | ----- | ---- | ---- | ---- | ---- | ---- | ---- |
| 1 175 | 1 172 | 1 090 | 994  | 951  | 887  | 875  | 895  | 811  |

| 1962 | 1968 | 1975 | 1982 | 1990 | 1999 | 2006 | 2008 | 2013 |
| ---- | ---- | ---- | ---- | ---- | ---- | ---- | ---- | ---- |
| 781  | 743  | 715  | 842  | 900  | 986  | 947  | 936  | 996  |

| 2018 | 2022 | - | - | - | - | - | - | - |
| ---- | ---- | - | - | - | - | - | - | - |
| 929  | 908  | - | - | - | - | - | - | - |

#### Pyramide des âges
La population de la commune est relativement âgée.
En 2018, le taux de personnes d'un âge inférieur à 30 ans s'élève à 26,8 %, soit en dessous de la moyenne départementale (31,3 %). À l'inverse, le taux de personnes d'âge supérieur à 60 ans est de 35,3 % la même année, alors qu'il est de 31,6 % au niveau départemental.
En 2018, la commune comptait 466 hommes pour 463 femmes, soit un taux de 50,16 % d'hommes, légèrement supérieur au taux départemental (48,55 %).
Les pyramides des âges de la commune et du département s'établissent comme suit.
| Hommes | Classe d’âge | Femmes |
| ------ | ------------ | ------ |
| 0,9    | 90 ou +      | 2,8    |
| 9,2    | 75-89 ans    | 10,6   |
| 23,0   | 60-74 ans    | 24,2   |
| 23,4   | 45-59 ans    | 21,0   |
| 15,0   | 30-44 ans    | 16,4   |
| 12,4   | 15-29 ans    | 9,5    |
| 16,1   | 0-14 ans     | 15,6   |

| Hommes | Classe d’âge | Femmes |
| ------ | ------------ | ------ |
| 1,1    | 90 ou +      | 2,6    |
| 9,2    | 75-89 ans    | 11,9   |
| 19,7   | 60-74 ans    | 20,4   |
| 20,7   | 45-59 ans    | 20     |
| 16,5   | 30-44 ans    | 16,2   |
| 15,2   | 15-29 ans    | 13,2   |
| 17,6   | 0-14 ans     | 15,7   |

## Économie

### Secteurs d'activité
Le tableau ci-dessous détaille le nombre d'entreprises implantées à Cheverny selon leur secteur d'activité et le nombre de leurs salariés :
|                                                              | total | % com (% dep) | 0 salarié | 1 à 9 salarié(s) | 10 à 19 salariés | 20 à 49 salariés | 50 salariés ou plus |
| ------------------------------------------------------------ | ----- | ------------- | --------- | ---------------- | ---------------- | ---------------- | ------------------- |
| Ensemble                                                     | 109   | 100,0 (100)   | 72        | 34               | 3                | 0                | 0                   |
| Agriculture, sylviculture et pêche                           | 20    | 18,3 (11,8)   | 13        | 7                | 0                | 0                | 0                   |
| Industrie                                                    | 5     | 4,6 (6,5)     | 4         | 1                | 0                | 0                | 0                   |
| Construction                                                 | 5     | 4,6 (10,3)    | 2         | 3                | 0                | 0                | 0                   |
| Commerce, transports, services divers                        | 66    | 60,6 (57,9)   | 42        | 21               | 3                | 0                | 0                   |
| dont commerce et réparation automobile                       | 9     | 8,3 (17,5)    | 4         | 5                | 0                | 0                | 0                   |
| Administration publique, enseignement, santé, action sociale | 13    | 11,9 (13,5)   | 11        | 2                | 0                | 0                | 0                   |
| Champ : ensemble des activités.                              |       |               |           |                  |                  |                  |                     |

Le secteur du commerce, transports et services divers est prépondérant dans la commune (66 entreprises sur 109) néanmoins le secteur agricole reste important puisqu'en proportions (18,3 %), il est plus important qu'au niveau départemental (11,8 %). 
Sur les 109 entreprises implantées à Cheverny en 2016, 72 ne font appel à aucun salarié, 34 comptent 1 à 9 salariés et 3 emploient entre 10 et 19 personnes

### Agriculture
En 2010, l'orientation technico-économique de l'agriculture dans la commune est la polyculture et le polyélevage. Le département a perdu près d'un quart de ses exploitations en 10 ans, entre 2000 et 2010 (c'est le département de la région Centre-Val de Loire qui en compte le moins). Cette tendance se retrouve également au niveau de la commune où le nombre d'exploitations est passé de 42 en 1988 à 23 en 2000 puis à 21 en 2010. Parallèlement, la taille de ces exploitations augmente, passant de 21 ha en 1988 à 50 ha en 2010. 
Le tableau ci-dessous présente les principales caractéristiques des exploitations agricoles de Cheverny, observées sur une période de 22 ans : 
|                                      | 1988                 | 2000                 | 2010                 |
| Dimension économique                 | Dimension économique | Dimension économique | Dimension économique |
| ------------------------------------ | -------------------- | -------------------- | -------------------- |
| Nombre d'exploitations (u)           | 42                   | 23                   | 21                   |
| Travail (UTA)                        | 59                   | 66                   | 53                   |
| Surface agricole utilisée (ha)       | 869                  | 1 107                | 1 057                |
| Cultures                             |                      |                      |                      |
| Terres labourables (ha)              | 688                  | 937                  | 794                  |
| Céréales (ha)                        | 380                  | 406                  | 449                  |
| dont blé tendre (ha)                 | 102                  | 216                  | 178                  |
| dont maïs-grain et maïs-semence (ha) | 119                  | 50                   | 85                   |
| Tournesol (ha)                       | 78                   | 85                   | s                    |
| Colza et navette (ha)                | 31                   | 31                   | 49                   |
| Élevage                              |                      |                      |                      |
| Cheptel (UGBTA)                      | 166                  | 333                  | 342                  |

#### Produits labellisés
La commune de Cheverny est située dans l'aire de l'appellation d'origine protégée (AOP)  de quatre produits : un fromage (le Selles-sur-cher) et trois vins (le Cheverny, le Cour-cheverny et le crémant-de-loire).
Le territoire de la commune est également intégré aux aires de productions de divers produits bénéficiant d'une indication géographique protégée (IGP) : le vin Val-de-loire et les volailles de l’Orléanais,.

Quelques produits labellisés de Cheverny.
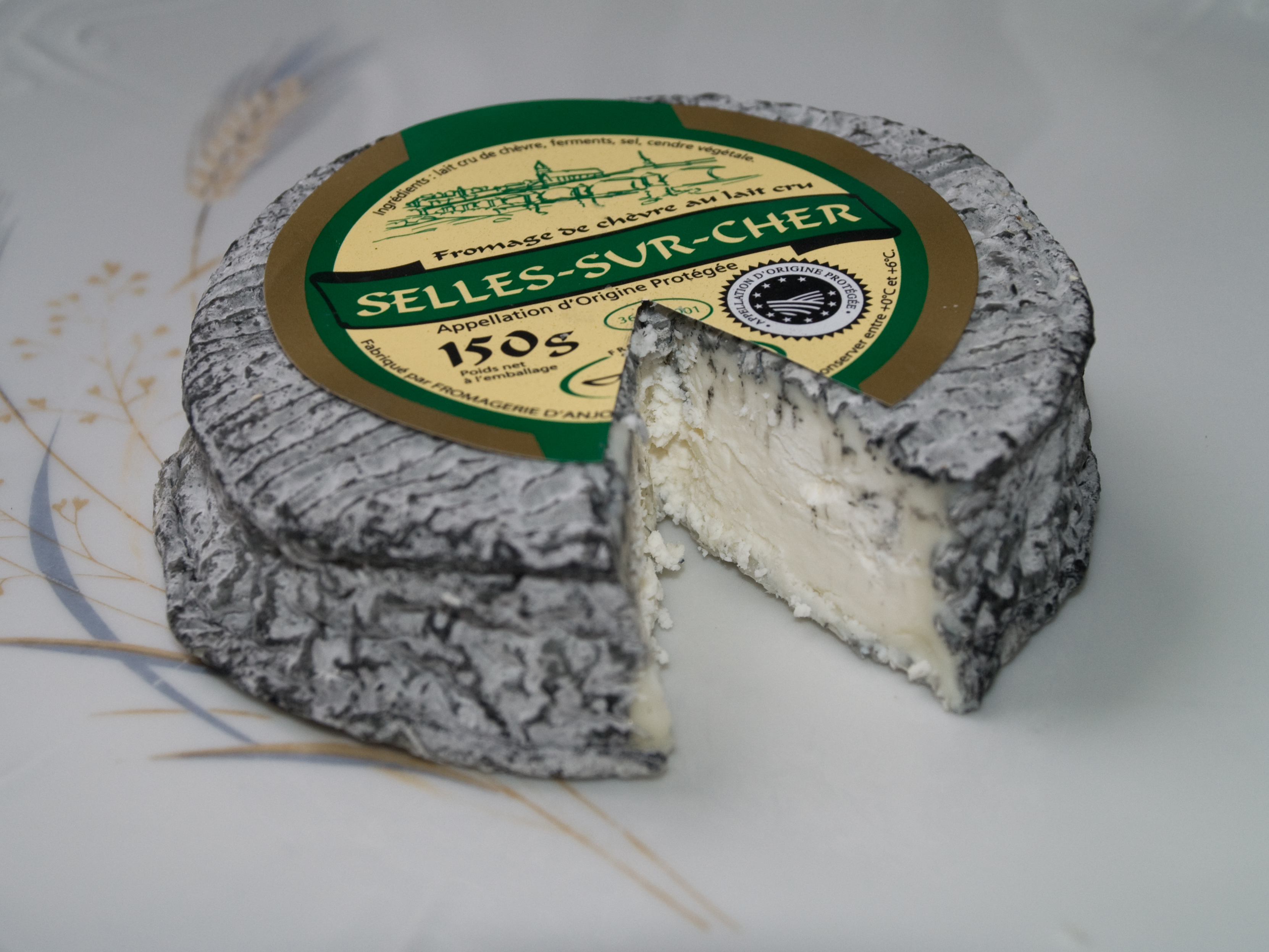
Selles-sur-cher.
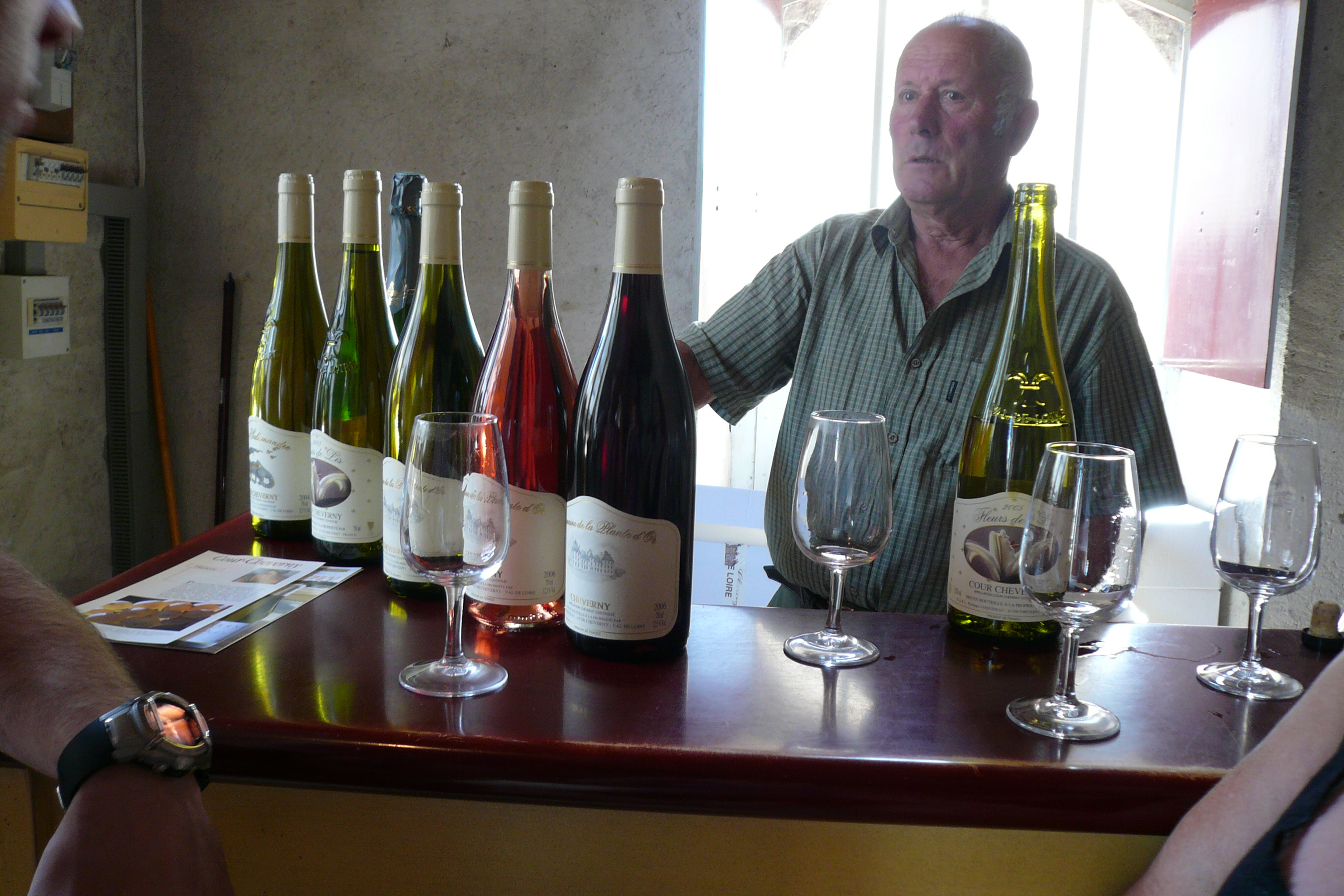
Gamme de vins de Cheverny.

## Culture locale et patrimoine

### Lieux et monuments
- La Loire passant à environ 13 km du cœur de bourg, le patrimoine bâti communal s'inscrit dans le vaste patrimoine des châteaux de la Loire.

#### Monuments
- Le château de Cheverny.
- Le château de Troussay.
- Le château du Breuil - devenu un Hôtel-Restaurant.
- L'église Saint-Étienne, bâtie au XIIe siècle, se voit adjoindre au XVIe un porche en bois et un collatéral entre le clocher et une chapelle seigneuriale. L'édifice est protégé au titre des Monuments Historiques depuis son inscription à l'inventaire en 1954[64].

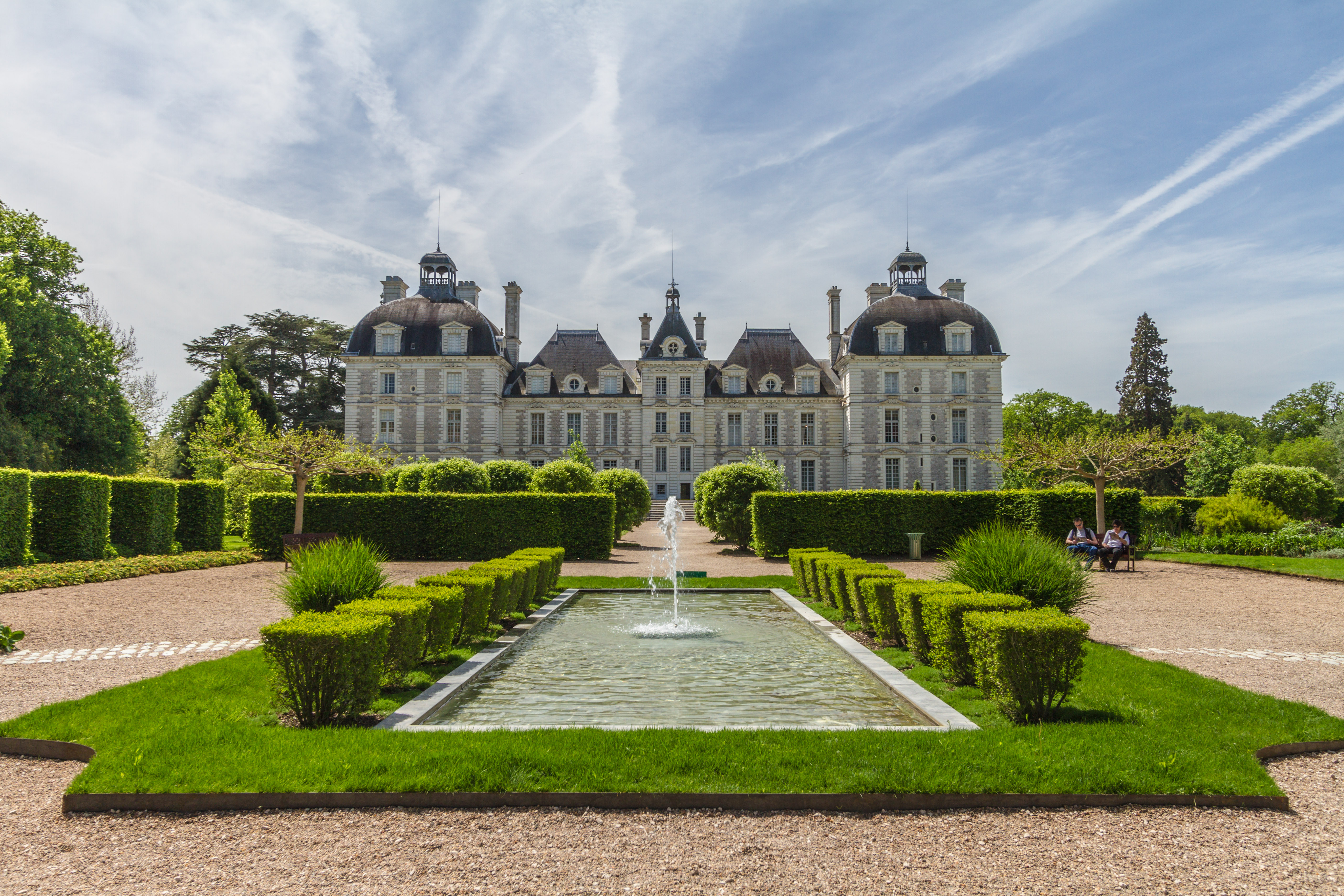
Le château de Cheverny.
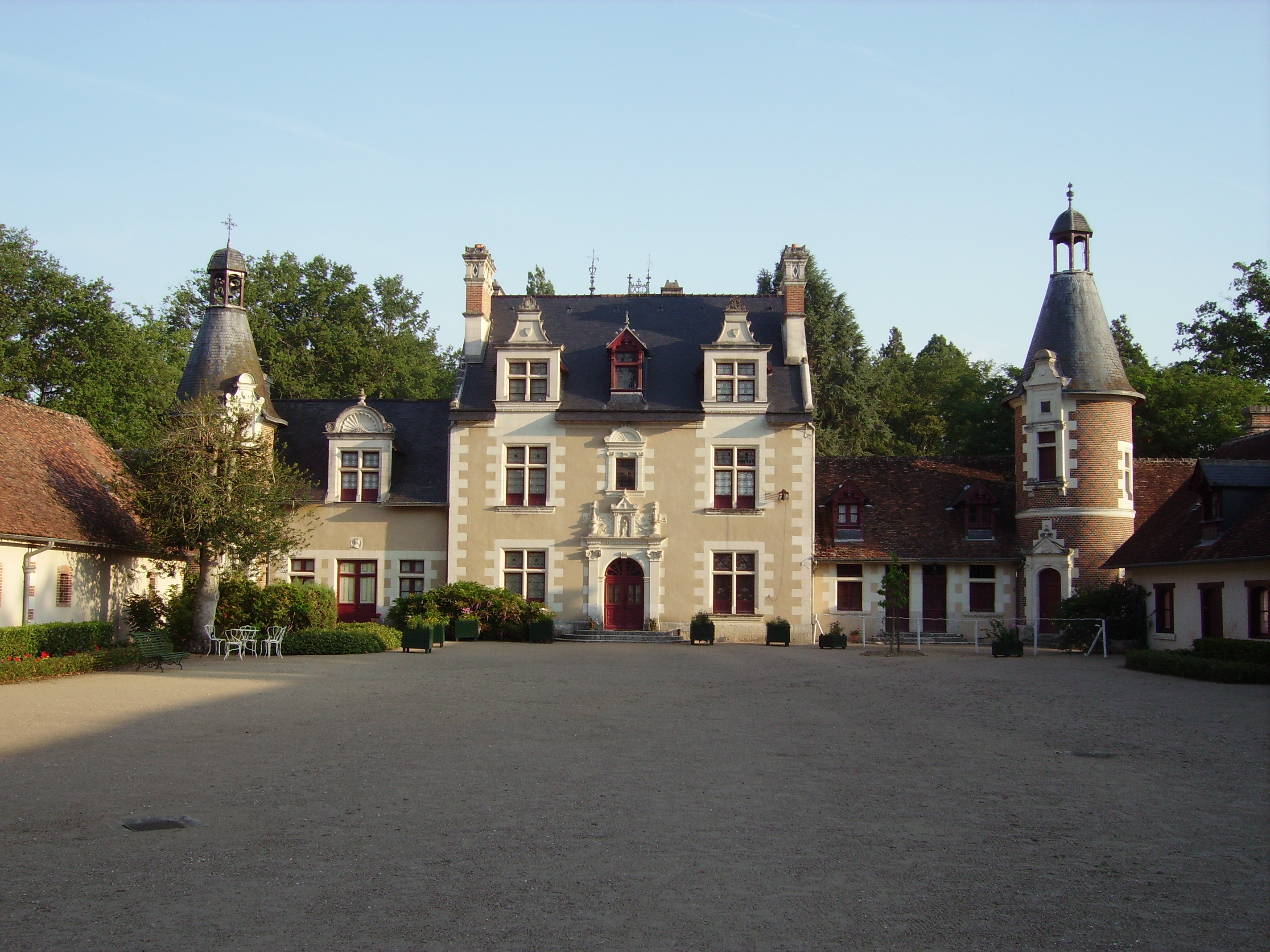
Le château de Troussay.
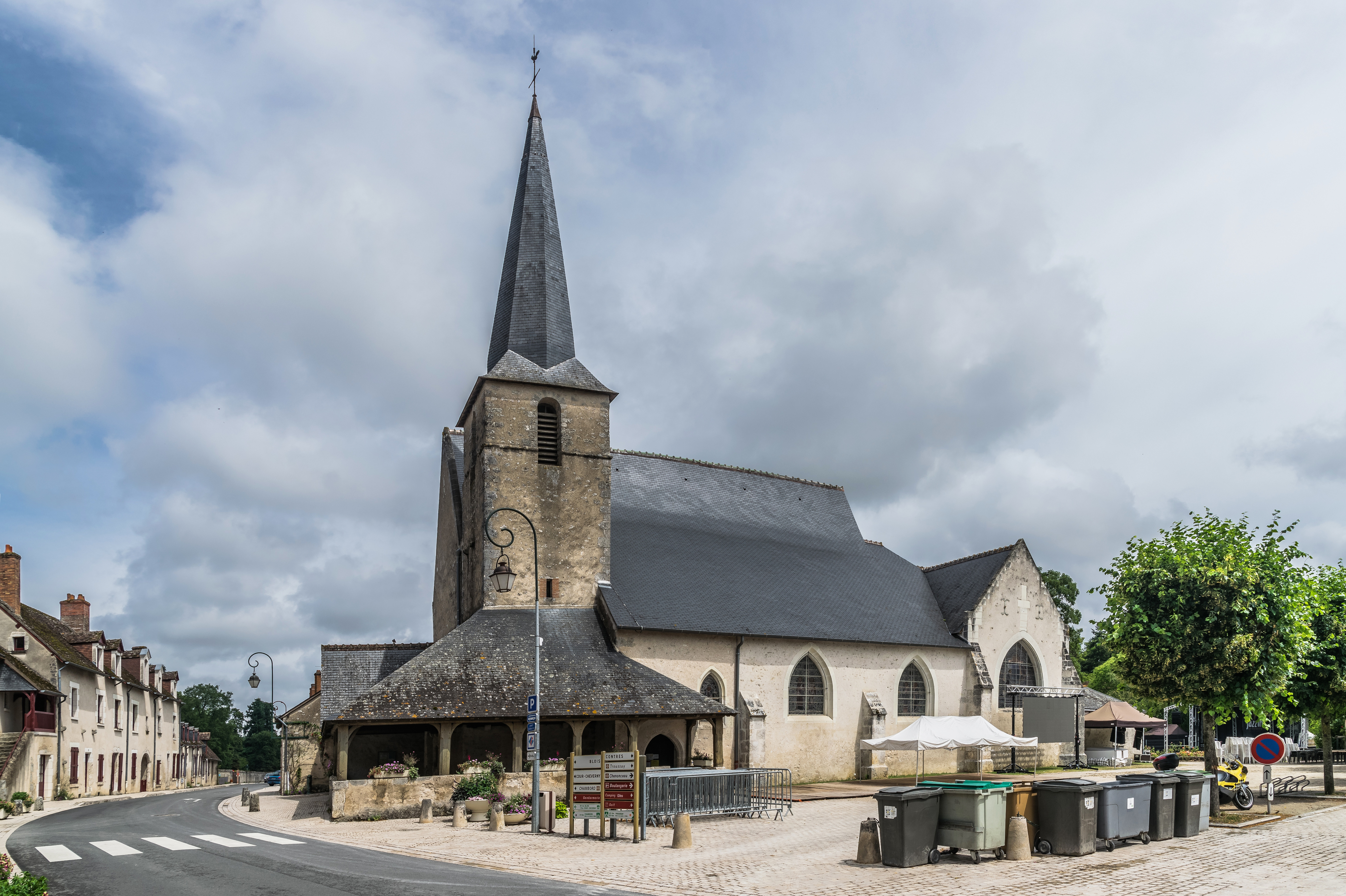
L'église Saint-Étienne.
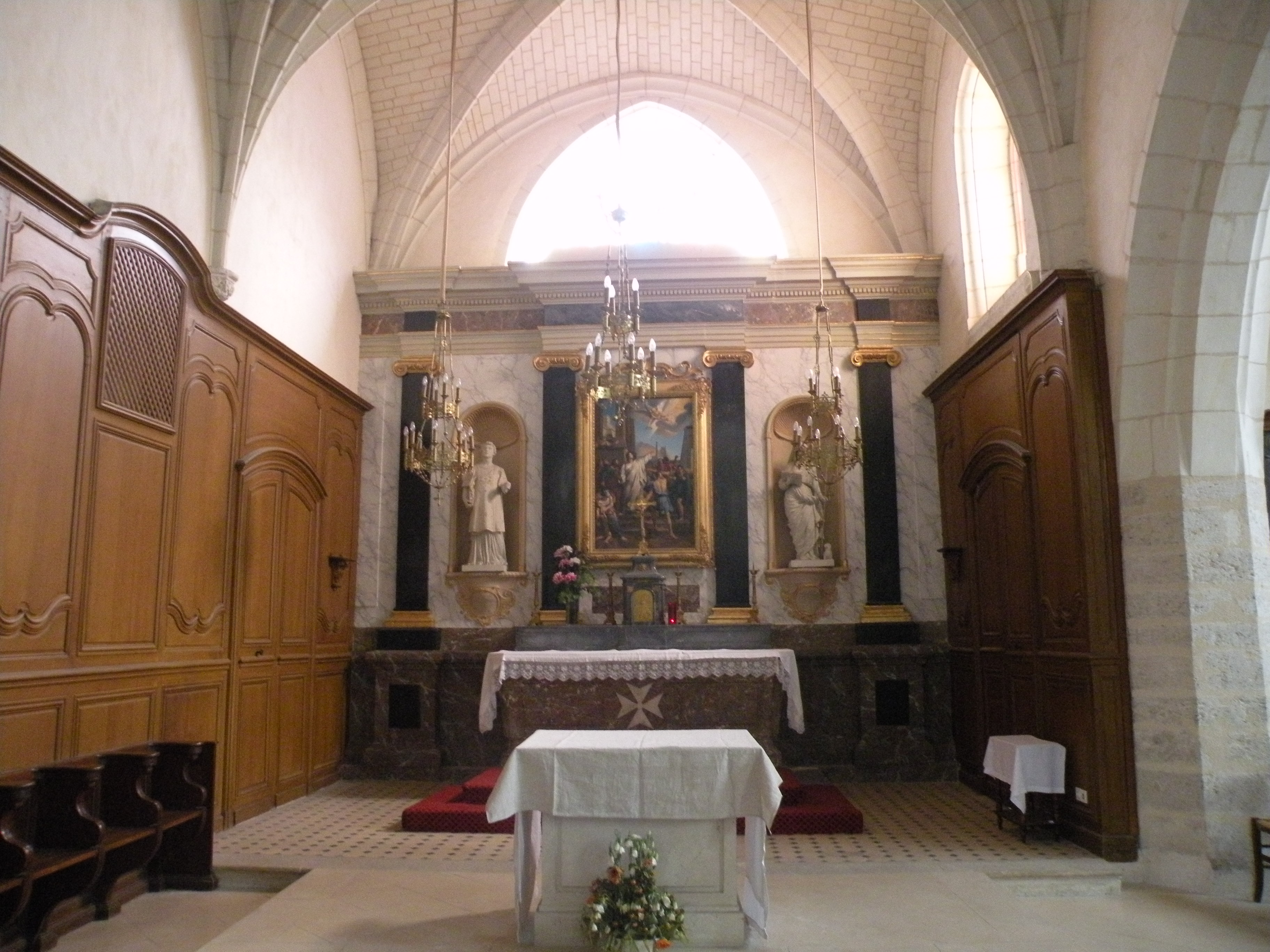
Son chœur et son retable.

#### Espaces naturels

##### Sologne et site Natura 2000
Le réseau Natura 2000 est un réseau écologique européen de sites naturels d'intérêt écologique élaboré à partir des Directives «Habitats » et «Oiseaux ». Ce réseau est constitué de Zones spéciales de conservation (ZSC) et de Zones de protection spéciale (ZPS). Dans les zones de ce réseau, les États membres s'engagent à maintenir dans un état de conservation favorable les types d'habitats et d'espèces concernés, par le biais de mesures réglementaires, administratives ou contractuelles. L'objectif est de promouvoir une gestion adaptée des habitats tout en tenant compte des exigences économiques, sociales et culturelles, ainsi que des particularités régionales et locales de chaque État membre. les activités humaines ne sont pas interdites, dès lors que celles-ci ne remettent pas en cause significativement l'état de conservation favorable des habitats et des espèces concernés,.
Le site Natura 2000 présent sur le territoire communal de Cour-Cheverny est le site de la Sologne, qui commence dans la partie est du territoire communal, en couvre environ la moitié, et s'étend bien au-delà, sur 96 communes et 3 départements. Les trois types de milieux naturels de la Sologne sont présents dans la commune : 
- milieux forestiers, composant la grande majorité des milieux protégés en Natura 2000 ;
- milieux humides (étang de la Rousselière, étang des champs, étang des bois, étang Bourdon, étang Maurice...) ;
- milieux ouverts notamment prairies (au niveau du lieu-dit La Rousselière...)

##### Forêt de Cheverny
La forêt de Cheverny, d'une surface de 2 502 ha, est classée en ZNIEFF de type 2 pour la partie communale. Elle s'étend sur 4 communes, Cheverny, Cour-Cheverny, Contres et Fontaines-en-Sologne. C'est un noyau de biodiversité de la sous-trame des boisements, et une forêt mixte avec micro-tourbières. Si la majorité des forêts de la commune sont des boisements composés de feuillus, Cheverny est la commune du territoire d'Agglopolys avec le plus de zones boisées de conifères.

### Gastronomie
- Vin de Cheverny (AOC).

### Évènements
Le festival Jazzin'Cheverny est un festival de musique jazz. Il a lieu tous les ans depuis 2008 dans l'enceinte du château de Cheverny.
Créé en 2007, le festival des arts de la rue de Cheverny « L'Écho du caquetoire », c'est toute une histoire qui se concentre et s'étire sur la place, le temps d'un long week-end d'août avec des spectacles originaux (théâtre, marionnettes, danse, concert, acrobatie, mimes, cirque, visites insolites…).

### Héraldique
| Blason de Cheverny | Les armoiries de Cheverny se blasonnent ainsi : Écartelé d'azur et de sable, à l'écusson d'or chargé d'une croix d'azur cantonnée de quatre soleils non figurés de gueules, brochant en cœur et soutenu d'un massacre de cerf d'argent également brochant sur la partition (famille Hurault). Création J.P. Fernon (1991). * Ces armes emploient le terme « cousu » dans le seul but de contrevenir à la règle de contrariété des couleurs : elles sont fautives (« Écartelé d'azur et de sable »). | Blason de la famille Hurault |

## Personnalités liées à la commune
La famille Hurault de Vibraye qui est propriétaire du Château de Cheverny depuis plus de six siècles, bien que non consécutifs (le château a été saisi par le Roi au XVIe siècle).
- Philippe Hurault, comte de Cheverny (1528 - 1599), garde des sceaux de France à partir de 1578, puis chancelier de France sous Henri III et Henri IV.
- Philippe Hurault de Cheverny, (1579 - 1620), prélat français du XVIIe siècle. Fils de Philippe Hurault ci-dessus.
- Anne Victor Denis Hurault de Vibraye (1767 -1843), militaire et homme politique français des XVIIIe et XIXe siècles.
- Ludovic Hurault, baron, puis vicomte de Vibraye (8 février 1845 - Paris † 26 octobre 1929 - Cheverny, Loir-et-Cher) militaire français des XIXe et XXe siècles.
- Le marquis Charles-Antoine de Vibraye et son père, le vicomte de Sigalas, actuels propriétaires du château.
- Darie Boutboul, ancienne cavalière et actuelle propriétaire d'une maison d'hôtes au lieu-dit du « Petit Ebat ».